# Louis Necker
Ne doit pas être confondu avec Louis Albert Necker.
Louis Necker, dit de Germany, né le 31 août 1730 à Genève et mort le 31 juillet 1804 à Cologny, est un mathématicien genevois.

## Biographie
Frère aîné de l’homme d’État Jacques Necker, Louis Necker étudie les mathématiques à l'Académie de Genève. Il termine ses études de philosophie avec une thèse sur l'électricité (1747), puis décroche un diplôme d'avocat (1751). Il devient ensuite gouverneur des princes de Nassau et de Lippe-Detmold au cours de leur séjour à Genève et s'occupe d'une pension pour jeunes Anglais tenue par son père Charles-Frédéric (de), avocat et professeur de droit à l'Académie de Genève.
En 1752, il se porte acquéreur du cabinet de physique de Jean Jallabert et accède en 1757 à la chaire de mathématique et à la chaire honoraire de physique expérimentale de l'Académie de Genève. En 1761, il est cependant contraint de démissionner à la suite d'un scandale d'ordre privé (affaire Vernes-Necker) et vient se réfugier à Paris, où il s’associe aux banquiers Girardot et Haller, au sein de la Banque Girardot. Il devient par ailleurs correspondant de l’Académie royale des sciences.
Il avait fondé une maison de commerce à Marseille lorsque, à la suite des changements causés par la Révolution, il crut prudent de rentrer dans sa patrie en 1791. La disgrâce de son frère puîné, Jacques, contribua surtout à cette détermination.

## Œuvres
- De Electricitate, 1747, in-4° ; dans le Recueil de l’Académie (savants étrangers), t. IV.Il y résout ce problème : trouver la courbe sur laquelle un corps glissant par sa pesanteur dans le vide, de quelque point de la courbe qu’il commence à descendre, parvienne toujours dans un temps égal au point le plus bas, en supposant la résistance provenant du frottement comme une partie déterminée de la pression qu’éprouve le corps sur la corde.
- Article « Frottement », dans le volume VII de l’Encyclopédie de Diderot et D’Alembert.